# Jelena Dmitrijewna Jakowischina
Jelena Dmitrijewna Jakowischina (russisch Елена Дмитриевна Яковишина; bei der FIS nach englischer Transkription Elena Yakovishina; * 17. September 1992 in Petropawlowsk-Kamtschatski, Oblast Kamtschatka) ist eine russische Skirennläuferin. Die dreifache russische Meisterin und dreifache Weltmeisterin der Gehörlosen startet in allen Disziplinen.

## Biografie

### Jugend und Europacup
Jelena Jakowischina stammt aus Kamtschatka und lebt – möglicherweise von Geburt an – mit eingeschränktem Hörvermögen. Um auf hohem Niveau Skifahren zu können, ist sie auf Hörgeräte angewiesen. Neben ihrer Laufbahn im Spitzensport absolvierte sie ein Studium an der staatlichen Universität für Leibeserziehung, Sport, Jugend und Tourismus.
Jakowischina startete trotz ihrer Hörbehinderung anfangs ausschließlich in der allgemeinen Klasse.
Im Februar 2009 ging sie beim Europäischen Olympischen Winter-Jugendfestival in Szczyrk an den Start, wo sie Rang 35 im Slalom belegte. Am Ende der Saison nahm sie in Garmisch-Partenkirchen erstmals an Juniorenweltmeisterschaften teil und klassierte sich in allen fünf Disziplinen. Als bestes Ergebnis erreichte sie einen achten Rang in der Super-Kombination. Bei vier weiteren JWM-Teilnahmen (Mont Blanc 2010, Crans-Montana 2011, Roccaraso 2012, Québec 2013) blieb ein sechster Platz in der Super-Kombination (2012) ihr bestes Resultat. Seit Februar 2011 startet Jakowischina im Europacup, in dem sie sich bisher achtmal unter den besten 20 klassieren konnte.

### Weltcup und Großereignisse
Nach einigen Starts im Nor-Am Cup und Australia New Zealand Cup gab sie am 29. Januar 2012 in der Super-Kombination von St. Moritz ihr Weltcup-Debüt. Seither verzeichnete sie einige weitere Starts in ihren Paradedisziplinen Abfahrt und Super-G, konnte jedoch keine Punkte erzielen. Im Februar 2013 nahm sie an den Weltmeisterschaften in Schladming teil und belegte die Ränge 21 und 30 in Super-Kombination und Abfahrt. Im Folgenden vertrat sie ihr Land in Sotschi erstmals bei Olympischen Winterspielen und stellte mit dem 14. Rang in der Super-Kombination ihr bestes Resultat bei einem Großereignis auf. Bislang kürte sie sich dreimal zur russischen Meisterin. Bereits 2011 gewann sie den Riesenslalom, 2014 war sie im Super-G und 2016 in der Abfahrt erfolgreich. Seit 2016 startet Jakowischina auch im Gehörlosensport. 
Bei der Universiade in Almaty gewann sie Ende Januar 2017 die Goldmedaille im Super-G. Im März desselben Jahres nahm sie an der zweiten Ski- und Snowboard-Weltmeisterschaft der Gehörlosen in Innerkrems teil. Mit drei Goldmedaillen in Abfahrt, Super-G und Kombination sowie zwei Silbermedaillen in Riesenslalom und Slalom avancierte sie zur erfolgreichsten WM-Athletin.

## Erfolge

### Olympische Spiele
- Sotschi 2014: 14. Super-Kombination, 24. Super-G, 28. Abfahrt

### Weltmeisterschaften
- Schladming 2013: 21. Super-Kombination, 30. Abfahrt

### Europacup
- 8 Platzierungen unter den besten 20

### Nor-Am Cup
- Saison 2011/12: 5. Kombinationswertung
- 5 Platzierungen unter den besten zehn

### Australia New Zealand Cup
- Saison 2011: 5. Gesamtwertung, 1. Kombinationswertung, 3. Super-G-Wertung[A 1]
- 4 Podestplätze, davon 2 Siege:

| Datum             | Ort        | Land       | Disziplin         |
| ----------------- | ---------- | ---------- | ----------------- |
| 6. September 2011 | Mount Hutt | Neuseeland | Super-G           |
| 6. September 2011 | Mount Hutt | Neuseeland | Super-Kombination |

### South American Cup
- Saison 2013: 7. Gesamtwertung, 1. Super-G-Wertung, 9. Abfahrtswertung, 9. Riesenslalomwertung, 9. Kombinationswertung
- Saison 2017: 6. Gesamtwertung, 2. Abfahrtswertung, 2. Kombinationswertung, 4. Super-G-Wertung
- Saison 2019: 1. Gesamtwertung, 1. Abfahrtswertung, 1. Super-G-Wertung, 1. Riesenslalomwertung, 1. Kombinationswertung, 4. Slalomwertung
- 17 Podestplätze, davon 9 Siege:

| Datum           | Ort         | Land        | Disziplin    |
| --------------- | ----------- | ----------- | ------------ |
| 31. August 2013 | El Colorado | Chile       | Riesenslalom |
| 15. August 2019 | Chapelco    | Argentinien | Riesenslalom |
| 3. Oktober 2019 | Corralco    | Chile       | Abfahrt      |
| 4. Oktober 2019 | Corralco    | Chile       | Abfahrt      |
| 4. Oktober 2019 | Corralco    | Chile       | Abfahrt      |
| 4. Oktober 2019 | Corralco    | Chile       | Kombination  |
| 5. Oktober 2019 | Corralco    | Chile       | Super-G      |
| 5. Oktober 2019 | Corralco    | Chile       | Super-G      |
| 5. Oktober 2019 | Corralco    | Chile       | Kombination  |

1. ↑  Die Rennen des Australia New Zealand Cup und South American Cup werden jährlich im August und September (Südwinter) ausgetragen und bereits der kommenden, internationalen Saison zugerechnet.

### Juniorenweltmeisterschaften
- Garmisch-Partenkirchen 2009: 8. Super-Kombination, 35. Super-G, 35. Slalom, 41. Abfahrt, 55. Riesenslalom
- Mont Blanc 2010: 21. Super-Kombination, 29. Slalom, 40. Abfahrt, 63. Riesenslalom
- Crans-Montana 2011: 19. Super-G, 27. Slalom, 32. Abfahrt
- Roccaraso 2012: 6. Super-Kombination, 10. Super-G, 17. Slalom, 25. Riesenslalom
- Québec 2013: 23. Slalom, 30. Super-G, 32. Abfahrt

### Weitere Erfolge
- 3 Weltmeistertitel im Gehörlosensport (Abfahrt, Super-G und Kombination 2017)
- 3 russische Meistertitel (Riesenslalom 2011, Super-G 2014, Abfahrt 2016)
- Gold im Super-G bei der Winter-Universiade 2017
- 13 Siege in FIS-Rennen